# کانن ئی‌اواس ۷۰دی
کانن ئی‌اواس ۷۰دی (به انگلیسی: Canon EOS 70D) یک دوربین دیجیتال تک‌لنزی بازتابی است که در ۲ ژوئیه ۲۰۱۳ توسط کانن معرفی شد. در سیر تکاملی دوربین‌های دو رقمی کانن این مدل بعد از ۶۰دی و قبل از ۸۰دی قرار می‌گیرد.
۷۰دی را می‌توان به عنوان یک بدنه به تنهایی یا به همراه یکی از لنزهای ۱۸–۵۵، ۱۸–۱۳۵ یا ۱۸–۲۰۰ تهیه کرد.

## ویژگی‌ها
۷۰دی در مقایسه با برادر بزرگتر خود ۶۰دی با اعمال تغییرات زیر ساخته شده‌است:
- رزولوشن عکس به ۲۰٫۲ مگاپیکسل افزایش یافته‌است
- پردازشگر تصویر DIGIC 5+
- ۱۹ نقطه فوکوس از نوع کراس (۹ نقطه فوکوس در ۶۰دی)
- پوشش ۹۸ درصدی منظره‌یاب (۹۶٪ پوشش برای ۶۰دی)
- عکسبرداری پیوسته ۷ فریم در ثانیه (۶ فریم در ثانیه ۶۰دی)
- پشتیبانی از قابلیت Wi-Fi (در دوربین ۶۰دی در دسترس نیست)
- صفحه نمایش لمسی (در دوربین ۶۰دی در دسترس نیست)
- حداکثر حساسیت حسگر افزایش یافته و به حداکثر ایزو ۱۲۸۰۰ گسترش یافته‌است
- فیلمبرداری با کیفیت ۱۰۸۰p و ۳۰ فریم در ثانیه
- قابلیت HDR (در دوربین ۶۰دی در دسترس نیست)
- نوردهی چند حالته (در دوربین ۶۰دی در دسترس نیست)
- جک خارجی ۳٫۵ میلیمتری میکروفون